# 吳來庭
吳來庭（16世紀—17世紀），字原道，號淮浦，南直隸廬州府無為州人，明朝政治人物。

## 生平
吳來庭是萬曆四年（1585年）丙子科應天鄉試舉人，授北通州知州，在當地修葺學宮、興建書院、疏通河道、開墾土地，擢刑部浙江司員外郎、郎中，處理楊應龍等大案，釋放冤者、誅殺罪魁，外任貴陽知府，招撫苖民，為政不避權貴，懲治外戚蘇某與所屬土司軍衛勾引劫掠，陞銅仁兵備道，但到任後他卻力辭回鄉。

## 家族
曾祖吳璟，天順六年舉人，商城知縣；祖父吳岱，歲貢，茌平訓導；父親吳應奎，選貢，周王府教授。

## 引用
1. 1 2 3  嘉慶《無為州志·卷十八·人物志一》：吳璟，字定君，號匡時，天順壬午舉人，授內閣中書，任河南商城令……次子岱，字東山，號仰止，以歲貢任山東茌平訓導，題授邑宰疾作解組；岱子應奎，以選貢任周府教授；應奎次子來庭，字原道，號淮浦，萬厯丙子舉人，任北直隸通州牧，葺學宮、建書院，疏河利涉，開墾便民，擢刑部郎中，治大獄楊應龍等，釋扳累、誅罪魁，遷貴陽知府，招撫苖民，起瘡痍而衽席之，政不避權貴，國戚蘇某與所屬土司軍衛勾引刼掠，親督團練等哨密禽治罪，陞銅仁兵備道，到任力辭歸里。
2. ↑  顧充《古雋考略·姓氏》：吳來庭，號淮浦，直隸無為人，刑部浙江司員外。
3. ↑  光緒《續修廬州府志·卷三十三·宦績傳一》：吳來庭，字道原，無為人，萬厯丙子舉人，任北直隸通州牧，修學校、建書院、疏河渠，勸民開墾，擢刑部郎中，讞大獄楊應龍等多所省釋，遷貴陽知府，安集苗民，為政不阿權貴，時國戚某與土司軍衛勾引刼掠來庭，禽捕寘之法，政令一肅，陞銅仁兵備道。 州志